# Lacul Balaton
Lacul Balaton (în maghiară Balaton, în germană Plattensee, în latină Lacus Pelso, în croată Blatno jezero, în slovacă Blatenské jazero) este un lac cu apă dulce din regiunea Transdanubia (Ungaria). Este cel mai mare lac din Europa Centrală și una dintre cele mai importante destinații turistice din regiune. Râul Zala oferă cel mai mare flux de apă lacului, în timp ce Sió (canalizat) reprezintă singura gură de scurgere.
Regiunea deluroasă de pe țărmul nordic este cunoscută atât pentru caracterul său istoric, cât și ca o importantă regiune viticolă, în timp ce malul sudic, plat, este recunoscut pentru stațiunile sale. Balatonfüred și Hévíz s-au dezvoltat într-o primă etapă ca resorturi pentru cei bogați. Acesta situație s-a schimbat la sfârșitul secolului al XIX-lea, când proprietarii de terenuri, ruinați de filoxera ce ataca vița de vie, au început să construiască case de vacanță pentru a le închiria clasei de mijloc.

## Etimologie
Toponimul maghiar Balaton este la origine un toponim slav: Blatno sau Blato, care înseamnă mlaștină, întrucât slavii s-au așezat aici cu multe secole înaintea maghiarilor. Numele roman al lacului era Peiso sau Pelso.

## Istorie
Lacul a jucat un rol important în timpurile preistorice; în antichitate, nici Herodot, nici Strabon, nici Ptolemeu nu îl menționează. Scriitorii romani îl menționează sub numele de Lacus Peiso sau Lacus Pelso, dar acest nume a fost aplicat și lacului Fertő. Pe malul lacului există urme ale unor cetăți antice precum Pogányvár pe Vörs, castelul de lângă vârful muntelui Tihany, precum și cetăți păgâne ca Zánka, și Zamardi, tumuli și multe cimitire preistorice. Conform unei inscripții romane, era deja navigat. Este sigur că lacul și-a schimbat forma în vremurile istorice.

## Așezare geografică
Lacul Balaton este situat in partea sud-vestică a Ungariei la 150 km de capitala țării-Budapesta. Lacul este localizat in regiunea Somogy si Veszprem din Bazinul Panonic. Coordonatele geografice ale lacului sunt: 46:42-47:04N, 17:15-18:10E. Lacul se desfășoară pe aliniamentul NE-SV. Față de nivelul mării, lacul este situat la altitudinea de 104,8 m. Partea de NE a lacului este străbatută de meridianul de 18۫ long. E și de paralela de 47۫ lat. N. Din cauza faptului că Ungaria nu are ieșire la mare, lacul Balaton mai este denumit în glumă și “Marea Ungariei”. Este ușor de înțeles de ce maghiarii îl numesc cu mândrie “mare”, dar este și nostalgic în același timp.

### Climă
Din punct de vedere climatologic, regiunea lacului Balaton este încadrat în tipul continental, caracterizat de veri calde ce țin din luna mai până în luna octombrie. Apa lacului atinge vara temperaturi de 23 °C. Datorită temperaturilor scăzute ce se înregistrează în depresiunea Panonică, lacul Balaton îngheață. Datorita acestui lucru, pe suprafața lacului se formează un strat subțire de gheată, cu o grosime de cca. 30 cm. În nopțile cu ierni geroase și zile mai însorite, pe lac se produc niște crăpături în podul de gheață, ca urmare a fenomenul de contracție și dilatare, însoțite de niște zgomote foarte puternice, cunoscute în limbajul populației locale ca „Bubuitul Balatonului”. Perioada podului de gheață este cuprinsă între lunile ianuarie-februarie. Vânturile dominante bat din direcția NV, datorită acestui lucru, malul SV al lacului este supus unei eroziuni extrem de puternice.

### Formare
Cuveta lacului are o vârstă terestră recentă, formându-se in Pleistocen. Cauzele formării lacului sunt de origine tectonică. La început lacul era format din cinci lacuri mai mici care s-au extins pe directia NS. Urme ale acestui lucru pot fi văzute și în configurația actuală a lacului și în peninsula Tihany, care pornește din malul nordic și îngustează lacul până la o lațime de 1.6 km. Inițial peninsula Tihany era la baza o insulă, care s-a format în urma aluviunilor purtate de valuri au legat-o de țărm. În peninsula Tihany ca ultime reflexe ale unei activități vulcanice intense altădată (timpuri geologice) sunt aparițiile de izvoare termale.

## Compoziție chimica
Din punct de vedere al compoziției chimice a lacului se remarcă printr-o mare diferență față de celelalte lacuri ale Europei Centrale. Principalii anioni sau componente chimice încărcate negativ sunt: carbonații și sulfații, în timp ce cationii corespondenți sunt: magneziul, calciul și sodiul. Principalii ioni sunt reprezentați de Ca2+ Mg2+ si HCO3-. pH-ul are o valoare de 8.4 atingând cifre mai mari datorită producției primare intensive din regiune.
Lacul Balaton a fost în centrul mai multor studii hidrobiologice. Cele mai recente au avut loc în anii 2002, 2003, 2004 in Golful Badacsony. Datorită studiilor întreprinse pe parcursul mai multor sute de ani, s-a ajuns în prezent la existența unei baze de date impresionante
Calitatea apei lacului a început să se deterioreze începând cu anul 1970. Înflorirea extremă a algelor în verile târzii, acoperă aproape toată suprafața lacului. Poluarea cu nutrienți provine în mare parte din turism, agricultură și industrie.  Au fost demarate o serie de proiecte pentru a împiedica eutrofizarea apelor lacului bazate pe cercetări științifice intensive. Majoritatea apelor menajere municipale au fost deviate din zonele de agrement. Înlăturarea fosforului a fost introdusa la majoritatea stațiilor de tratare a apelor uzate. A fost construit un rezervor care să rețină nutrienții transportați de râul Zala. Construcția de rezervoare  pe majoritatea tributarilor lacului sunt în progres.

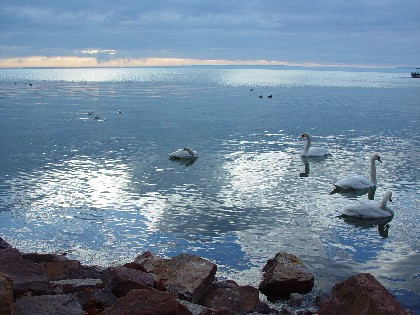
Lacul Balaton

## Habitate
Malurile lacului sunt alcătuite din mai multe habitate, 58% sunt considerate a fi în stare naturală, 12% bolovani împrăștiați în mod artificial iar restul de 30% este pavat cu dalii. Partea naturală de pe țărmul nordic al lacului este alcătuită din porțiuni acoperite de zone de trestie. Specia dominantă este trestia comuna (Phragmites australis (Cav.) Trin.)
Distribuția macrofitelor este restricționată datorita valurilor puternice din lac. 
Doar 3% din suprafața lacului este acoperită de trestie. Producătorii principali sunt reprezentați de fitoplancton. Zooplanctonul nu este foarte abundent. Principalele specii de zooplanton sunt reprezentate de: Polyarthra vulgaris, Keratella quadrata, Pompholyx sulcata. Daphnia cucullata, D. galeata, Eudiaptomus gracilis, Mesocyclops leucarti, Cyclops vicinus. Fitoplanctonul are urmatoarele specii: Nitzschia acicularis, Cyclotella ocellata, C. bodanica, Stefanodiscus hantzschii.

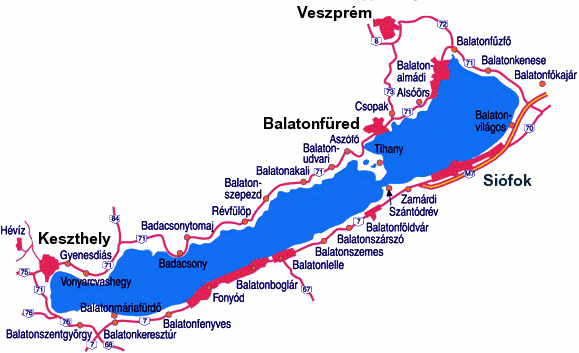
Harta scheletica a lacului

## Localități
- Coasta nordică: Balatonfőkajár - Balatonakarattya - Balatonkenese - Balatonfűzfő - Balatonalmádi - Alsóörs - Paloznak - Csopak - Balatonfüred - Tihany - Aszófő - Örvényes - Balatonudvari - Fövenyes - Balatonakali - Zánka - Balatonszepezd - Szepezdfürdő - Révfülöp - Pálköve - Ábrahámhegy - Balatonrendes - Badacsonytomaj - Badacsonytördemic - Szigliget - Balatonederics - Balatongyörök - Vonyarcvashegy - Gyenesdiás - Keszthely

- Coasta sudică: Balatonakarattya - Balatonaliga - Balatonvilágos - Sóstó - Szabadifürdo - Siófok - Széplak - Zamárdi - Szántód - Balatonföldvár - Balatonszárszó - Balatonszemes - Balatonlelle - Balatonboglár - Fonyód - Bélatelep - Balatonfenyves - Balatonmáriafürdő - Balatonkeresztúr - Balatonberény - Fenékpuszta

## Galerie foto

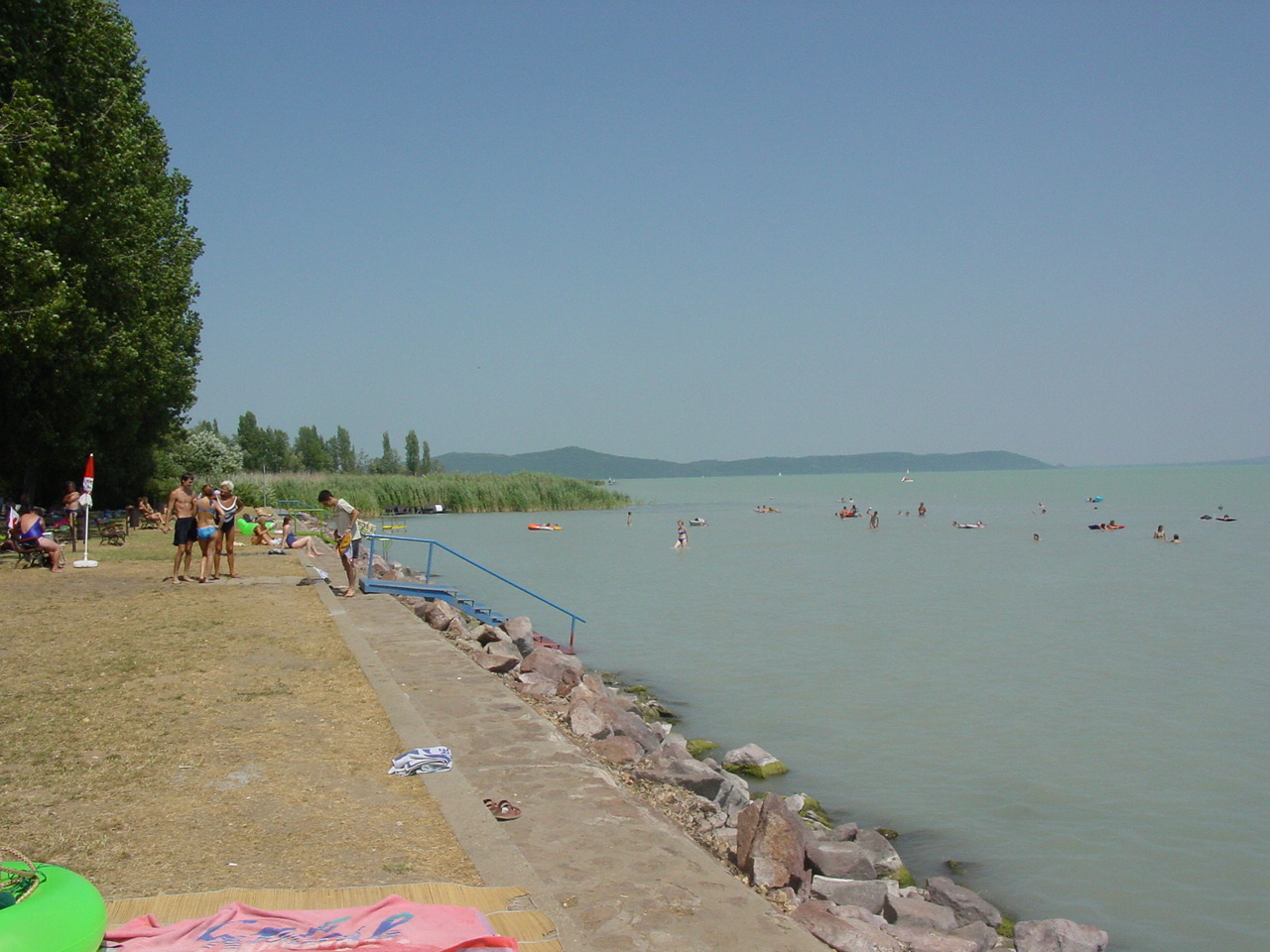
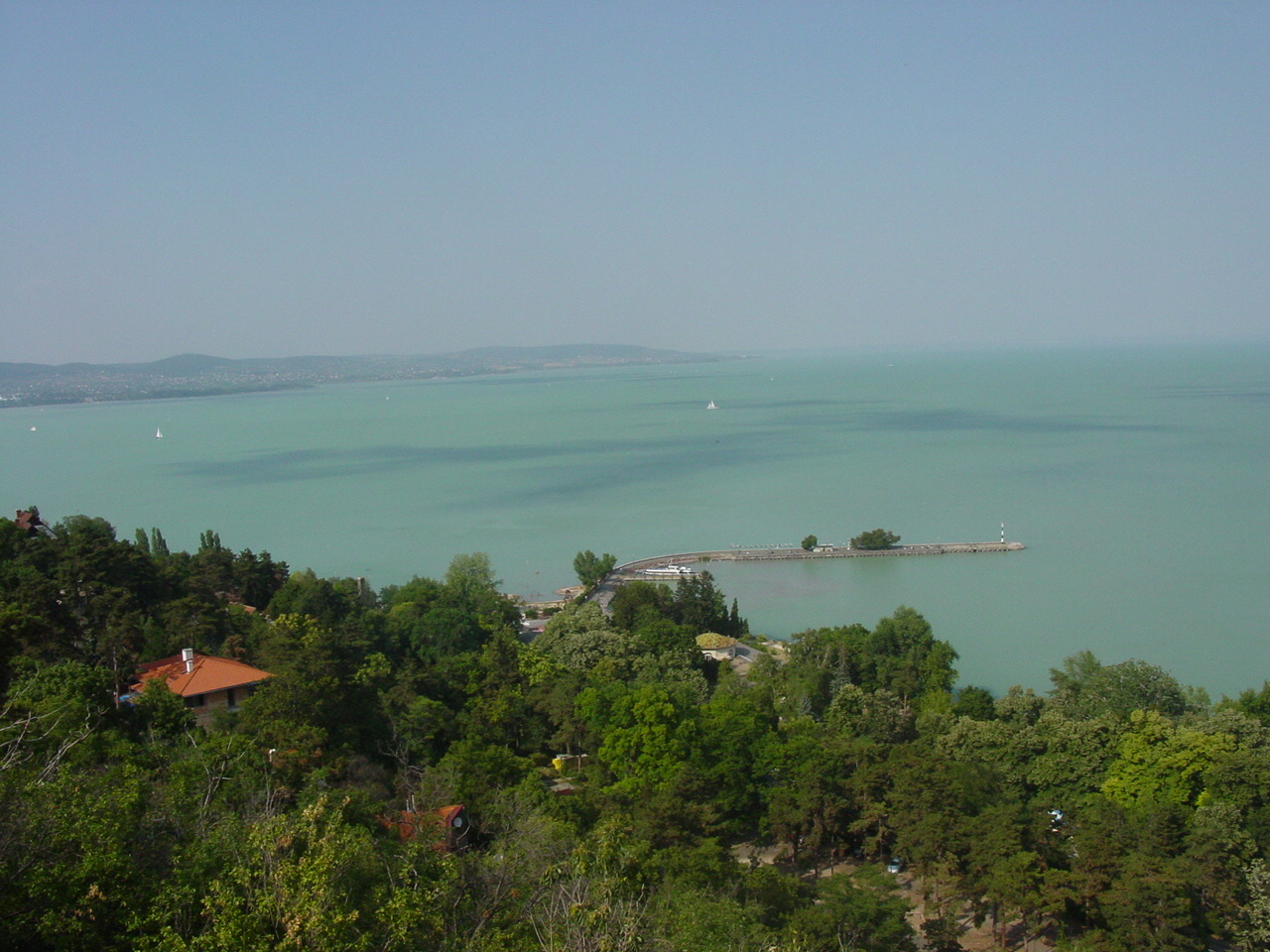
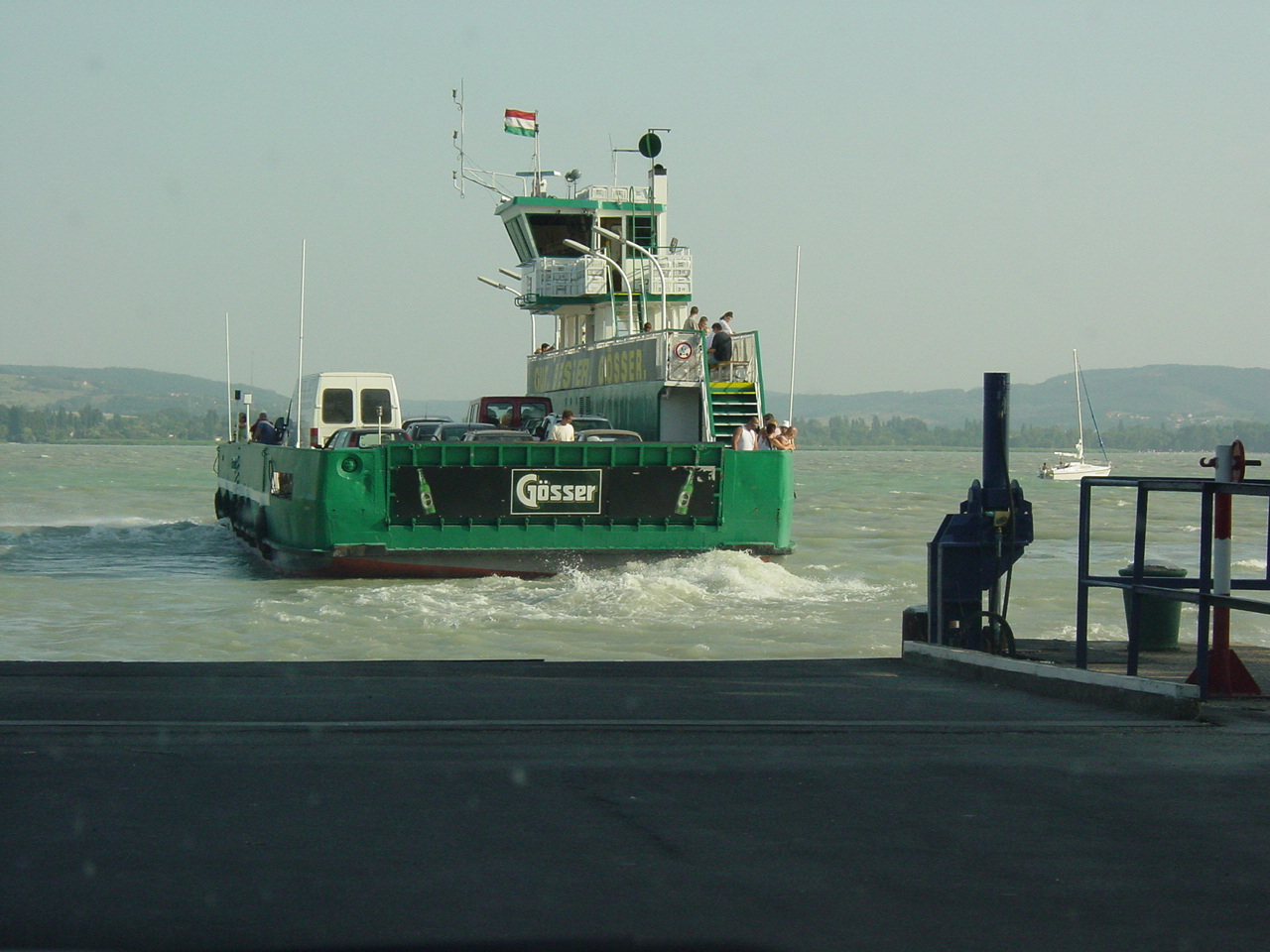
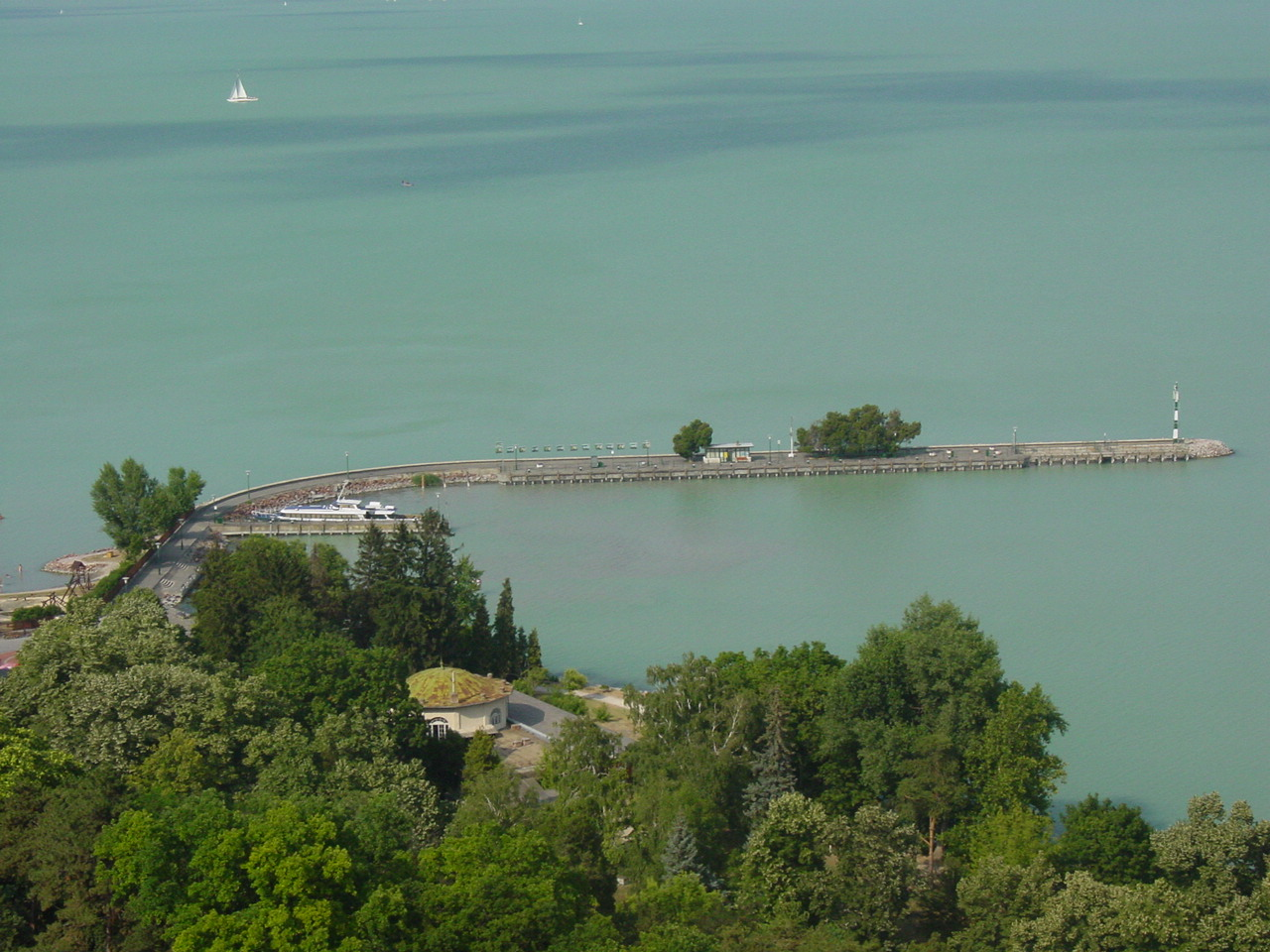
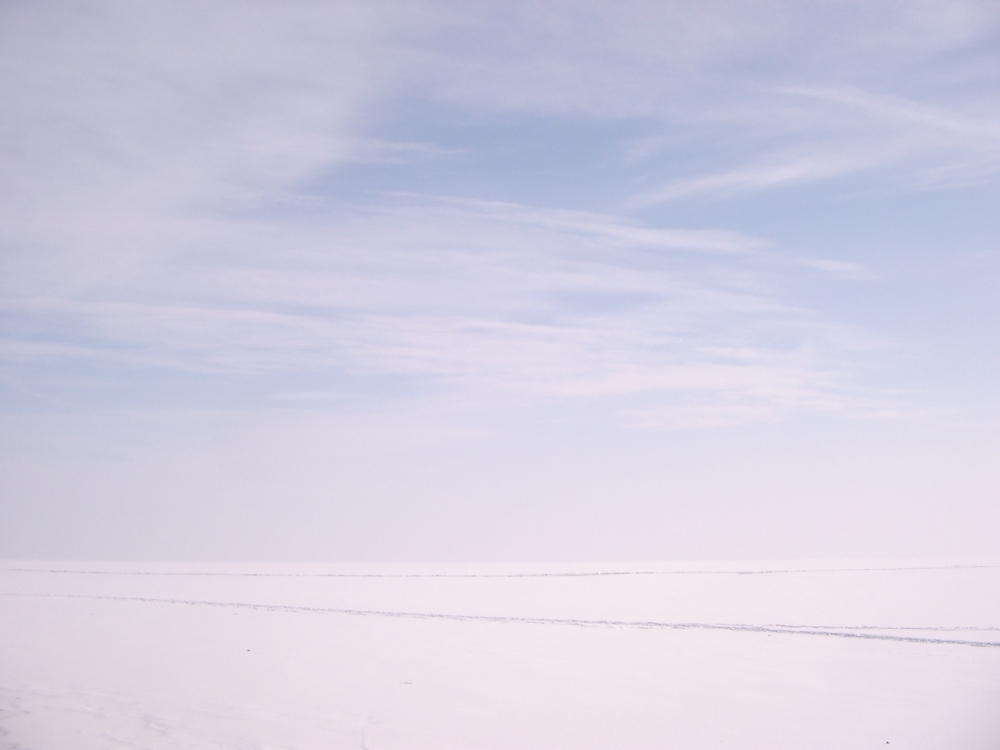
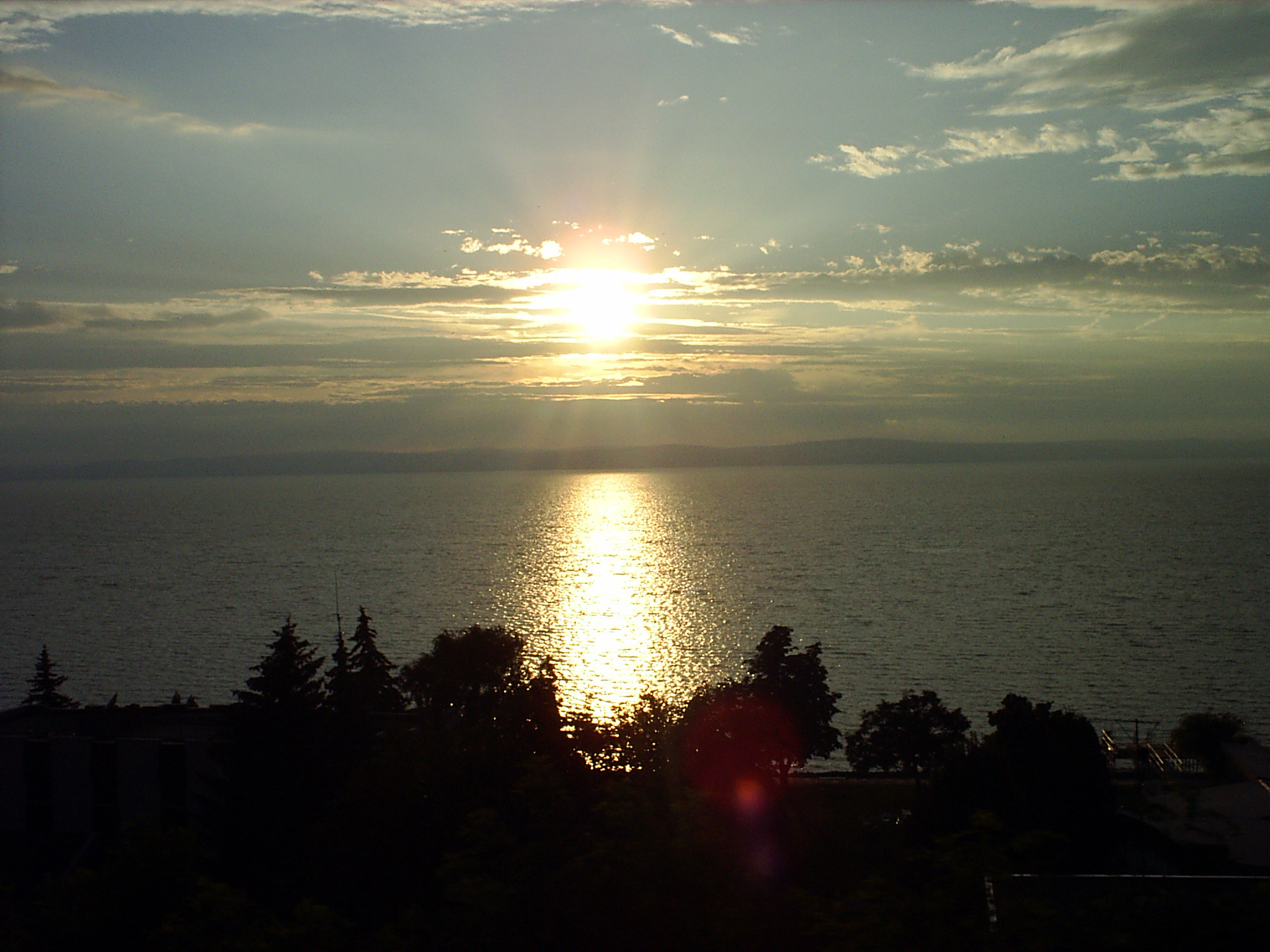

## Turism
Sezonul turistic de vârf, se întinde de la începutul lunii iunie până la sfârșitul lui august. Temperatura medie a apei este de 25 °C. făcând posibil înotul. Principalele atracții turistice sunt reprezentate de pescuit, sporturi nautice, vizitarea obiectivelor turistice din zonă. Țărmul sudic al lacului este alcatuit din plaje, în timp ce țărmul nordic este alcătuit din dealuri și munți de origine vulcanică. Malurile sudice sunt ideale pentru copii datorită apelor mai puțin adânci. În partea nordică apele sunt mai adânci. Apa și nămolul catifelat sunt remedii foarte eficace împotriva stresului, nevrozelor si anemiilor. Datorită solului vulcanic aici se cultivă  vița de vie cu renumitul vin de Badacsony, peșterile în rocile vulcanice de la Talpoca, sunt elemente care completează cadrul peisagistic al lacului Balaton, conferindu-i cel mai important  loc în turismul maghiar. Anual lacul Balaton este vizitat de peste 2 milioane de turiști, generând 1/3 din veniturile Ungariei din urma turismului. Numeroase casuțe de odihnă, ascunse la marginea țărmului tivit cu stuf, stațiunile balneoclimaterice dezvoltate in partea NE, au facut din lacul Balaton un cunoscut loc de odihnă folosit la sfârșit de săptămână.